# プラズマローゲン

ホスファチジルエタノールアミンであるプラズマローゲンの1例であり、特徴的なsn-1位のビニール・エーテル結合とsn-2位エステル結合を有する。

プラズマローゲン（英: Plasmalogen [plæzˈmælədʒən]）は、エーテルリン脂質の1種であり、sn-1位のビニール・エーテル結合とsn-2位のエステル結合を特徴とする。哺乳動物において、sn-1位はC16:0、C18:0、またはC18:1 脂肪族アルコールに由来するのが典型的である一方、sn-2位は多価不飽和脂肪酸(PUFA) に占拠されることがごく一般的である。哺乳動物プラズマローゲンに存在する最も一般的な先端基はエタノールアミン(plasmenylethalomines と呼称)または コリン(plasmenylcholines と呼称)である。

## 機能
プラズマローゲンは多くのヒト組織で検出されるが、特に神経系、免疫系、循環器系には豊富に存在する。 ヒトの心組織においては、コリングリセロリン脂質の30-40%近くがプラズマローゲンである。それ以上に驚くべき事実として、成人脳内のグリセロリン脂質のほぼ30%、およびミエリン鞘のエタノールアミングリセロリン脂質の最大70%がプラズマローゲンである。
プラズマローゲンの機能は未だ完全には解明されていないが、哺乳動物細胞を活性酸素種による傷害から保護することが示されている。 そのうえ、プラズマローゲンはシグナル分子および細胞膜動態の修飾因子であることが示唆されている。

## 歴史
プラズマローゲンは1924年にFeulgenとVoitにより、組織切片の研究に基き初めて記述された。2人は核染色法の一部としてこれらの組織切片を酸または塩化水銀で処理した。これは結果としてプラズマローゲンのビニール・エーテル結合の破壊とアルデヒドの産生を起こした。それに続き、後者はこの核染色法に用いられていたフクシン亜硫酸染料と反応し、細胞質内に有色化合物を生じた。これら有色化合物が"プラズマ(細胞質)"に存在したことに基づき、プラズマローゲンと命名された。

## 生合成

プラズマローゲンの生合成

プラズマローゲンの生合成は、ペルオキシソーム マトリクス酵素であるGNPAT (ジヒドロキシアセトンリン酸アシルトランスフェラーゼ)とAGPS (アルキル-ジヒドロキシアセトンリン酸合成酵素)との結合により開始される。これら2つの酵素は物理的に相互作用し効率を高めることができる。 そのため、 AGPS活性を欠いた線維芽細胞はGNPAT量・活性の低下を示す。
生合成の最初のステップはGNPATにより触媒される。 この酵素はジヒドロキシアセトンリン酸(DHAP)をsn-1位においてアシル化する。これに続いて、AGPSによるアシル基のアルキル基への置換が起こる。1-アルキル-DHAPはその後、ペルオキシソームと小胞体に局在するアシル/アルキル-DHAP還元酵素によって、1-O-アルキル-2-ヒドロキシ-sn-ジヒドロキシアセトンリン酸(GPA)へと還元される。その他の全ての修飾は小胞体内で起こる。そこではアシル基がアルキル/アシルGPA アセチルトランスフェラーゼによりsn-2位に置かれ、リン酸基がホスファチジン酸フォスファターゼにより除去されて1-O-アルキル-2-アシル-ｓｎ-グリセロールを形成する。
CDP-エタノールアミンを利用し、 ホスホトランスフェラーゼは1-O-アルキル-2-アシル-sn-GPEtnを形成する。プラスメニルエタノールアミンデサチュラーゼによるアルキル基の1-および2-位における脱水素の後、プラズマローゲンのビニール・エーテル結合が最終的に形成される。コリンホスホトランスフェラーゼにより1-O-アルキル-2-アシル-ｓｎ-グリセロールからプラスメニルコリンが形成される。プラスメニルコリンのデサチュラーゼは存在しないため、プラズマローゲンの形成はエタノールアミン PLsの1-O-(1Z-アルケニル)-2-アシル-sn-グリセロールへの加水分解の後はじめておこるが、これはコリンホスホトランスフェラーゼとCDPコリンにより修飾されうる。

## 病理学
ペルオキシソーム形成異常症は常染色体劣性遺伝性疾患であり、しばしばプラズマローゲン生合成の障害により特徴づけられる。それらのケースでは、ペルオキシソーム酵素であるGNPAT(プラズマローゲン生合成の初期段階で必要とされる)が細胞質に誤って局在するが、GNPATは細胞質では非活性である。さらに、GNPATまたはAGPS 遺伝子の遺伝子変異はプラズマローゲン欠乏症を来たし、それぞれ点状軟骨異形成症(RCDP)2型または3型に至る。RCDP 2型または3型の発症には、GNPATまたはAGPS遺伝子において対立遺伝子の双方に変異が入ることが必要である。 ペルオキシソーム形成異常症とは異なり、RCDP 2型・3型の患者におけるペルオキシソーム形成上の他の過程は正常に機能するが、これは超長鎖脂肪酸の代謝能が保たれるからである。重症プラズマローゲン欠乏症の患者は高頻度で神経系発達異常、骨格形成異常、呼吸機能障害、 および白内障を呈する。プラズマローゲンノックアウトマウスは精子形成異常、白内障発症、および中枢神経系における髄鞘形成不全など類似した変化を示す。

### 炎症における役割
炎症においては、好中球由来ミエロペルオキシダーゼが次亜塩素酸(HOCl)を産生する。次亜塩素酸はプラズマローゲンのsn-1位において、ビニール・エーテル結合と反応することにより酸化的塩素化を生じる。 何人かの研究者が現在、塩素化脂質が病態に与える影響を調べている。

## 関連する可能性のある疾患
プラズマローゲンを評価するためのよい手段がないことから、研究者にとってプラズマローゲンのヒト疾患への関与を調べるのは難しかった。ただし、点状軟骨異形成症とツェルベーガースペクトラム疾患に関しては関与が明らかである。早産における重大な合併症である気管支肺異形成症の病理にプラズマローゲンが関与するエビデンスがあり、また喫煙する慢性閉塞性肺疾患患者において非喫煙者よりプラズマローゲン量が減少していることを示す研究がある。ヒトおよび動物の研究より、脳プラズマローゲン量の減少がアルツハイマー病、パーキンソン病、ニーマン・ピック病、ダウン症候群、および多発性硬化症を含む神経変性疾患において観察されているが、2012年の時点においてプラズマローゲンの減少がこれらの発症過程の原因なのか結果なのかは明らかではない。

## プラズマローゲンと進化
哺乳動物に加え、プラズマローゲンは無脊椎動物および単細胞原生動物においてもみられる。細菌においても、プラズマローゲンはクロストリジウム, メガスファエラ、および ベイロネラを含む多くの嫌気性菌にてみつかっている。プラズマローゲンは複雑な進化の歴史を経ていることが示されているが、それはプラズマローゲン生合成過程が好気性生物と嫌気性生物で異なる事実に基いている。
近年の研究により、ヒトと大型類人猿(チンパンジー、ボノボ、ゴリラ、およびオランウータン)との間で赤血球のプラズマローゲン組成に違いがあることが示された。 ヒトにおける赤血球中総プラズマローゲン量はボノボ、チンパンジー、ゴリラよりも低かったがオランウータンより高かった。本研究におけるこれら種族の遺伝子発現データより、著者らは赤血球以外の細胞組織においてもヒトと大型類人猿との間でプラズマローゲン量が異なる可能性を考えた。その可能性は現段階では未知であるが、組織プラズマローゲンの種間差が臓器機能と複数の生物学的過程に影響するかもしれない。